# 德斯蒙德·康奈爾
德斯蒙德·康奈爾（1926年3月24日—2017年2月21日）是天主教愛爾蘭共和國籍司鐸級樞機及都柏林總教區榮休總主教。

## 生平
德斯蒙德·康奈爾出生於1926年3月24日，愛爾蘭共和國首都都柏林。1946年，畢業於都柏林大學藝術學士學位; 第二年再授予文學碩士。於1951年5月19日，在都柏林總教區晉鐸。在1953年，他在比利時魯汶天主教大學獲得哲學博士學位。1981年，他被愛爾蘭國立大學授予文學博士。
於1988年1月21日被時任教宗若望·保祿二世任命為都柏林總教區正權總主教。同年3月6日晉牧就任。
2001年2月21日，被時任教宗若望·保祿二世冊封為司鐸級樞機，領頭顱聖髑聖西爾維斯特堂區司鐸銜。直至2004年4月26日榮休，由迪爾米特·馬丁接替出任都柏林總教區正權總主教。他曾參與2005年教宗選舉秘密會議，當時選出的教宗是本篤十六世。
德斯蒙德·康奈爾於2017年2月21日在愛爾蘭共和國首都都柏林去世，享年90歲。